# История Павловского Посада
Статья посвящена истории города Павловского Посада и окрестностей.

### Древняя история
История края начинается с эпохи палеолита более 10 тыс. лет назад, что подтверждается археологическими находками (Стоянка Беливо 3 на границе с П-П. районом).
Археологические памятники района относятся к различным культурам, в т.ч. к верхневолжской, льяловской (памятников которой особенно много).
Раскопки археологов Е. И. Дикова и В. В. Сидорова обнаружили две стоянки древнего человека на территории района: Городскую и Зареченскую — при слиянии рек Клязьмы и Вохны, принадлежащие фатьяновской и поздняковой культурам.
Близ села Казанское (Меря) в 1880-х гг. А. П. Богдановым была обнаружена одна из самых крупных групп в 100 могильных курганов XI—XIII вв. В 1915 году работу по их изучению вел московский археолог В. Д. Калитин, а в 1925 г. — Е. Н. Липеровская и В. П. Левина. Находки свидетельствуют, что Подмосковье в XI—XII вв. было населено вятичами и кривичами, а также представителями угро-финских племен (меря, мурома и другие), ранее населявшими территорию современного Павлово-Посадского района, которые затем были поглощены славянами.

### Вохонская волость
До получения статуса посада в 1845 году окрестности Павловского Посада назывались Вохонская волость, а поселение — Вохной (по имени реки Вохна, Вохонка). В шести километрах восточнее расположены два крупных села: Казанское и Грибаново. Первое до середины XIX века называлось Меря, а до начала XX — Казанская Меря, второе ещё в XVI веке было известно под именем «Старая Меря». Неподалёку течет река Нерская (Мерская). В Коломенской писцовой книге 1577 г. встречаются другие формы названия реки: Мерка и Мерска. А название «Мерская» сохранялось в документах до конца XVIII века, когда наряду с ним стало употребляться и слово «Нерская» (Материалы генерального межевания 1784 г.). Названия указывают на мерянские корни этого края близ Владимирской области и Мещерской низменности.

### Великое княжество Московское. Первое упоминание
Первые документальные упоминания о селе Вохне относятся к актам начала XIV столетия. Так Вохна упоминается во второй духовной грамоте великого князя Ивана Даниловича Калиты (1288—1340). Грамота была написана в связи с поездкой в Орду, её датируют 1339 годом, когда Иван Калита с сыновьями отправился в Орду.
У Калиты было много вотчин, в числе которых была и Вохна, но как она была велика, выяснить трудно потому, что местность эта много терпела от междоусобиц и нашествия врагов, которыми были истреблены многие памятники того времени. Вохною назывался большой округ селений, лежащих по берегам рек — Вохонки и частью Клязьмы, которое в некоторых актах называлось собственно Вохною, Власьевским и селищем Павлово. В церковно-административном отношении Вохна также имела своё значение, где большая местность с десятками церквей называлась «Вохонскою десятиною».
В Вохонскую волость входили села и деревни: Вохна, Степурино, Улитино, Теренино, Рохманово, Казанское, Малыгино, Кавригино и Храпуново. Земля принадлежала князю, за пользование ей платили большой оброк.
В 1340 году Иван Калита передал своему сыну Ивану Вохонскую волость, который в свою очередь передал её внуку Дмитрию Донскому. Он владел Вохонской Волостью до 1389 года. Часто бывал в селе Вохна и построил здесь деревянную церковь.
После смерти Ивана Калиты Вохна перешла к внуку его Великому князю Дмитрию Иоанновичу Донскому и была его любимым местопребыванием. К этому времени, надо полагать, относится построение первой церкви во имя св. Великомученика Дмитрия Селунского. Великий князь Дмитрий Иоаннович завещанием, писанным в 1389 году, передал Вохну вместе с другими Московскими волостями сыну своему Петру Дмитриевичу. Когда он умер, его владения вместе с Вохною выпросил у хана Великий Князь Василий Темный для своего дяди князя Юрия (Георгия) Димитриевича Галицкого.
Князь Юрий по духовному завещанию, написанному около 1430 года, отдал Вохну своему сыну князю Василию Юрьевичу Косому: «А из волостей из Дмитровских даю сыну своему Василью: Сельну, Гуслицу, Вохну, Загары, Рагож, Куней».
Князь Василий Косой после неудачной войны с о своим двоюродным братом Великим князем Василием Темным попался в руки последнего и лишился своих владений, которые вместе с Вохной были отданы его шурину, князю Василию Ярославичу Боровскому, который вскоре возвратил все Темному. Духовын завещанием, написанным в 1462 году, Василий Темный предоставил Вохну своему сыну князю Юрию Васильевичу. После его смерти она перешла к брату Великому князю Иоанну Васильевичу III и при нем, после освобождения от татарского ига, Вохна опять была причислена к Московским волостям великокняжеским. Великий князь Иоанн Васильевич III своим завещанием 1504 года передал Вохну с другими вотчинами своему сыну князю Андрею Ивановичу Старицкому, после которого она перешла его сыну Владимиру Андреевичу, двоюродному брату Ивана Грозного. Он то и променял Вохну на Звенигород с волостями Ивану Грозному в 1566 году.
В течение 250 лет Вохонской волостью владели один за другим московские князья. Последним из них был Иван Грозный. В 1547 году Московский князь Иван IV Васильевич принял титул царя.
В 1582 году Иван Грозный, которому было уже за 50 и он был болен, пожертвовал Вохонскую волость в ведение Троице-Сергиевскому монастырю. По этому поводу 11 мая 1582 года вышла подтвердительная грамота Ивана Грозного.
Из грамоты, данной Троице-Сергиеву монастырю Иваном Грозным в 1582 году следует, что Вохна была пожертвована монастырю. Однако точнее время перехода Вохны в его владение определить сложно за неимением письменных документов. По писцовым книгам Московского уезда в 1577 и 1578 годах в вотчине Троице-Сергиева монастыря находился погост Дмитровский на речке Вохне, а на погосте церковь Дмитрия Солунского, да теплая церковь святого Георгия мученика Христова.
Впоследствии Троице-Сергиевский монастырь играл важную роль в политической жизни Руси: поддерживал объединительную политику князей, участвовал в борьбе с татаро-монголами, был крупным культурным центром; Иван Грозный и другие государи обогащали монастырь.

### Смутное время и царствование Романовых
В 1609 г. и 1618 г. жители села участвовали в сражениях с польскими войсками. Вохонские крестьяне в конце 1608 г. восстали против боярского правительства Шуйского, став на сторону Лжедимитрия II. К ним примкнули жители соседней Загарской волости и селения Рогожи (ныне город Ногинск). Вскоре убедившись, что тушинские правители - иноземные поработители, восставшие принесли в Москву повинную челобитную. После этого они активно участвовали в борьбе с иноземцами. В сентябре 1609 г. на реке Клязьме у деревни Дуброво (ныне ул. Мира город Павловский Посад) вохонцами совместно с служками Троице-Сергиевой лавры был разбит отряд Речи Посполитой. Жители волости стойко обороняли село Павлово в сентябре 1618 г. от напавших захватчиков. С подошедшей русской конницей, они наголову разгромили воинскую часть поляков. Дозорные книги 1614 г. указывают, что из 119 селений Вохонской волости "живущей в пусте 62 деревни, а крестьяне того села и деревень от литовских и от польских людей побиты и в полон пойманы, а иные бродят по миру".

### Секуляризация при Екатерине II
В 1764 году при Екатерине II была проведена секуляризация церковных земель. Вохонская волость перешла в ведение Коллегии государственной экономии. Указом Екатерины II 5 октября 1781 года был образован Богородский уезд, куда вошла Вохонская волость. Павел I, ревизуя предшествующие административные нововведения своей покойной матушки, указом от 31 декабря 1796 года упразднил Богородский уезд (а также Воскресенский, Подольский, Никитский, Бронницкий). Вохонская волость отошла к Коломенскому уезду. Однако вскоре после смерти самого Павла, сын его Александр I все вернул «на круги своя» указом 12 февраля 1802 года Богородский уезд был восстановлен.

### Нашествие Наполеона
После того, как армия Наполеона захватила Москву, 23 сентября 1812 года в рамках согласованного движения корпусов Великой армии на север, северо-запад и восток от Москвы, город Богородск, находившийся в 16 верстах западнее с. Павлово, был занят частями корпуса Мишеля Нея.
Занятие Богородска создало непосредственную угрозу жизни и имуществу вохонских жителей. Вохонский волостной сход, конечно, при одобрении местного головы Егора Семёновича Стулова, решил составить дружину для самообороны. Женщин же, стариков, детей и движимое имущество было решено укрыть в лесах. Командовать дружиной сход поручил местному крестьянину Герасиму Курину. 28 сентября утром Курин и Стулов прибыли в штаб командующего Владимирским ополчением генерал-лейтенанта кн. Бориса Голицына, доложили ему о действиях крестьян и попросили о поддержке отряда самообороны. В тот же день Курин вернулся в Павлово вместе с отрядом казаков в 20 сабель. Дружина вместе с ними тут же вышла к деревне Назарово, где были замечены неприятельские фуражиры. Внезапное нападение мужиков и казаков вынудило их бежать, бросив повозки и лошадей.
1 октября к вечеру корпус Нея, в числе других корпусов, стоявших вокруг Москвы, получил приказ вернуться в столицу: Наполеон готовился к походу. Это и послужило причиной оставления неприятелем Богородска. Вохонские дружинники, в эйфории от удачного исхода дела 1 октября, продвинулись в район Успенского порохового завода — пригорода Богородска. На этом история местного отряда самообороны закончилась.
Начальник Владимирского ополчения, в соответствии с существовавшим порядком, известил московского генерал-губернатора графа Фёдора Ростопчина об инициативных крестьянах подведомственной ему губернии - Курине, Стулове и Чушкине. Ростопчин, преследуя собственные политические цели и желая дать растревоженному населению губернии пример патриотизма и благонравия, в это время формировал обойму народных героев для представления их к царским наградам. В неё попали 50 человек. Согласно распоряжению императора Александра I все они получили награды, одни — знаки отличия Военного ордена, а другие — медали «За любовь к отечеству». Вохонцам достались кресты. Награды были вручены Ростопчиным 25 мая 1813 года в Москве.
Оставаясь крайним пределом проникновения войск великого французского императора на восток, Вохна хранит память об этих исторических событиях до сих пор.

### Статус посада

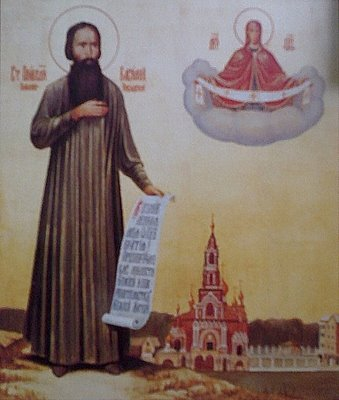
Местночтимый святой Василий Павлово-Посадский

По именному высочайшему повелению от 2 июня 1844 года посад образовался из пяти селений. Соответствующий указ Правительствующему Сенату за собственноручной подписью царя Николая I содержал следующий текст: «Признав полезным, согласно представлению Министра Внутренних Дел, в Государственном Совете разсмотренному, преподать жителям села Вохны и смежных с оном четырех деревень: Захарова, Меленки, Усова и Дубровы, состоящих Московской губернии в Богородском уезде, новыя удобства к распространению торговли и мануфактурной промышленности, ПОВЕЛЕВАЕМ: означенныя селения переименовать в посад под общим названием Павловскаго, предоставив жителям оных селений вступить, кто пожелает, в мещанское звание или объявить купеческий капитал».
В мае 1845 года состоялось торжественное открытие посада Павловского.